# Димитър Точков
Димитър Христов Точков с псевдоним Капернаума е български икономист, масон и деец на Вътрешната македоно-одринска революционна организация.

## Биография
Роден е в 1874 година в град Охрид в семейството на кожухаря Христо Точков. Сестра му Олга е женена за Кирил Пърличев. В 1897 година завършва държавни науки в Лайпцигския университет, а в 1900 година в Хайделбегрския университет прави докторат по икономически науки. Директор е на Софийската класна лотария и на банка. 
При избухването на Балканската война в 1912 година е доброволец в Македоно-одринското опълчение в 10-а прилепска дружина; щаб на 3-та бригада. Награден е с ордени „Свети Александър“ и „За храброст“ IV степен.
Влиза във ВМОРО и през 1915 година заедно с Петър Кушев влиза в Задграничното представителство на ВМОРО, които заедно с Любомир Милетич, Александър Балабанов и Иван Георгов същата година обикалят европейските столици, където сондират мненията по въпроса за разрешаването на Македонския въпрос. До края на Първата световна война остават ангажирани с пропагандиране на българската гледна точка. През Първата световна война е пълномощник на организацията в Берлин и действа за намесата на България на страната на Централните сили. След намесата на страната заедно с Кръстьо Станчев в 1917 година води преговори с германските доставчици за снабдяването на 11 дивизия. След войната продължава да бъде съветник на Тодор Александров. Директор е на Софийската класна лотария.
Женен е за Маргарита Щайн от Лайпциг. Дъщеря им Цецилия се омъжва за Никола Станишев, син на инж. Христо Станишев, с когото има син Христо и дъщеря Милка Станишева-Шварц.